# Dave Simmonds
Dave Simmonds, född den 25 oktober 1939 i London, död den 23 oktober 1972 i Burgis, Frankrike, var en brittisk roadracingförare, världsmästare i 125GP 1969.

## Segrar 500GP
| Nummer | Grand Prix | År   |
| ------ | ---------- | ---- |
| 1      | Spanien    | 1971 |

## Segrar 125GP
| Nummer | Grand Prix      | År   |
| ------ | --------------- | ---- |
| 1      | Västtyskland    | 1969 |
| 2      | Isle of Man     | 1969 |
| 3      | Holland         | 1969 |
| 4      | Belgien         | 1969 |
| 5      | Östtyskland     | 1969 |
| 6      | Tjeckoslovakien | 1969 |
| 7      | Finland         | 1969 |
| 8      | Italien         | 1969 |
| 9      | Finland         | 1970 |
| 10     | Västtyskland    | 1971 |